# Србобран (календар)
Србобран: народни српски календар је био илустровани календар српске заједнице у банској Хрватској који је излазио од 1892. до 1914. године у Загребу.

## Историјат
Календар је покренуо познати публициста Сима Лукин Лазић. Замишљен је као забавник, а прилози које је објављивао нису се тицали само Срба из Хрватске (Лика, Банија, Кордун, Далмација, Славонија), већ и других крајева где је живело српско становништво. Свака књига календара састојала се из два дела: поучно-забавног, и другог дела под насловом „Књига за народ”, са историјским, књижевним, поучним и информативним текстовима. На крају календара налазила се рубрика са огласима.
Уредници ове публикације били су Игњат Димић (1897-1902), Јован Поповић (1902-1906), Светозар Прибићевић, Јован Бањанин (1906-1908), Светозар Прибићевић (1908-1914) и Јован Грчић (1914). Издавач је била Српска штампарија у Загребу.

## Галерија
- Игњат Димић, публициста и први уредник календара Србобран
- Јован Поповић, професор и уредник календара Србобран
- Светозар Прибићевић, политичар и уредник календара Србобран
- Јован Бањанин, политичар, публициста и уредник календара Србобран
- Јован Грчић, професор и последњи уредник календара Србобран
- Насловна страна календара Србобран за 1903. годину